# Rulyrana spiculata
Espèce
Synonymes
- Centrolenella spiculata Duellman, 1976
- Cochranella spiculata (Duellman, 1976)

Statut de conservation UICN

 NT  : Quasi menacé
Rulyrana spiculata est une espèce d'amphibiens de la famille des Centrolenidae.

## Répartition
Cette espèce est endémique du Pérou. Elle se rencontre dans les régions de Huánuco, de Pasco, de Junín, d'Ayacucho et de Cuzco de 1 200 à 1 700 m d'altitude sur le versant Est de la cordillère Orientale.
Sa présence est incertaine en Bolivie.

## Description
Les mâles mesurent de 21,7 à 22,8 mm.

## Publication originale
- Duellman, 1976 : Centrolenid frogs from Perú. Occasional Papers of the Museum of Natural History, University of Kansas, vol. 52, p. 1-11 (texte intégral).